# Do You Love Me?
Na płycie zawarto następujące nagrania:
1. Do You Love Me?
2. Cassiel's Song
3. Sail Away

Dwa utwory, towarzyszące tytułowemu, należą do dosyć trudno dostępnych i nie umieszczono ich na promowanym wydawnictwie. Można je, na przykład, odnaleźć na bootlegu „The Backside of the Cave” 